# Comuna Urojaine, Simferopol
Urojaine (în ucraineană Урожайне) este o comună în raionul Simferopol, Republica Autonomă Crimeea, Ucraina, formată din satele Jîvopîsne și Urojaine (reședința).

## Demografie
Componența lingvistică a comunei Urojaine
     Rusă (56,15%)
     Tătară crimeeană (31,19%)
     Ucraineană (10,7%)
     Alte limbi (0,54%)
Conform recensământului din 2001, majoritatea populației comunei Urojaine era vorbitoare de rusă (56,15%), existând în minoritate și vorbitori de tătară crimeeană (31,19%) și ucraineană (10,7%).